# Aspen Parkland

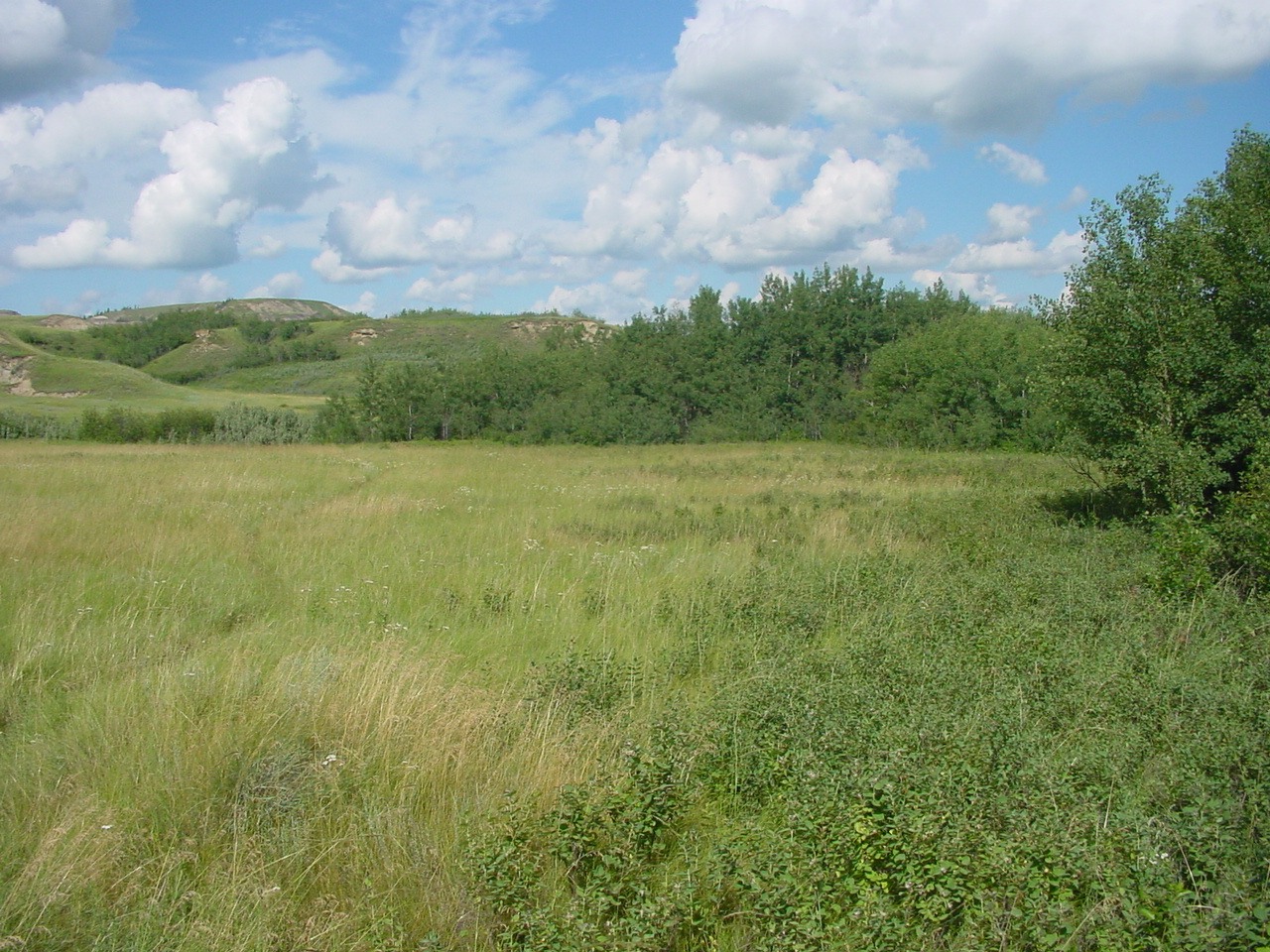
Aspen Parkland in Zentral-Alberta

Lage der Aspen Parkland Region in Kanada

Als Aspen Parkland, bzw. entsprechend Aspen Parkland Region wird eine Ökoregion in Nordamerika bezeichnet, die vorwiegend im mittleren Kanada im Übergang zwischen Hochgras-Prärie und borealem Nadelwald liegt. Sie wird demnach dem Landschaftstyp der Waldsteppe zugerechnet. Namensgebend sind natürlich vorkommende, lockere Haine aus Amerikanischer Zitterpappel („Aspen“), die in offenes Grasland eingestreut sind und der Landschaft ein parkartiges Aussehen verleihen. Heute wird die Region jedoch vorwiegend landwirtschaftlich genutzt. Die Aspen Parkland Region gliedert sich in zwei disjunkte Teilbereiche. Der kleinere, am nördlichsten gelegene, befindet sich im Bereich des Peace River in Alberta und ragt ein Stück nach British Columbia hinein, der zweite, sehr viel größere erstreckt sich in einem Bogen vom mittleren Alberta durch das mittlere Saskatchewan und den Südwesten Manitobas bis in die USA hinein.
Das Klima der Region wird von kurzen, warmen Sommern (Durchschnittstemperatur 15 °C) und langen, kalten Wintern (Durchschnittstemperatur −12,5 °C) mit dauerhafter Schneedecke bestimmt. Die durchschnittliche Jahrestemperatur liegt zwischen 0,5 °C und 2,5 °C, der durchschnittliche Niederschlag beträgt im Jahr 375–700 mm.
Charakteristische Vegetationselemente sind Bestände der Amerikanischen Zitterpappel mit kleineren Anteilen der Balsam-Pappel und einem Unterwuchs aus Sträuchern und krautigen Pflanzen. Arten der Klimaxvegetation sind Weiß-Fichte und Balsam-Tanne, jedoch aufgrund von Waldbränden relativ selten. Auf trockeneren Standorten mit sandigen Böden findet man zudem die Banks-Kiefer. Auf trockeneren Standorten mit lehmigen Schwarzerden wachsen Bestände aus Amerikanischer Weiß-Eiche. Auf staunassen Gleyböden kommen Weiden und verschiedene Seggenarten, gelegentlich auch Schwarz-Fichte und Ostamerikanische Lärche vor.
In der teils stark glazial geprägten Landschaft gibt es zahlreiche, bewaldete Sümpfe und Seen, die vor allem Wasservögeln wertvolle Rast- und Brutplätze bieten. Hierzu zählen Nashornpelikan, Kormorane, verschiedene Möwen, wie insbesondere die für die Region typische Präriemöwe, und Seeschwalben. Weitere Brutvogelarten sind Schweifhuhn, Kragenhuhn und Hudsonelster. Zu den typischen, hier vorkommenden Säugetieren zählen Elch, Weißwedelhirsch, Amerikanischer Schwarzbär, Wolf, Kojote, Rotfuchs, Fichtenmarder, Amerikanischer Nerz, Kanadischer Biber, Schneeschuhhase, Östliches Baumwollschwanzkaninchen, Nördliche Taschenratte und Franklin-Ziesel.